# Amarysius sanguinipennis
Amarysius sanguinipennis är en skalbaggsart som först beskrevs av Blessig 1872.  Amarysius sanguinipennis ingår i släktet Amarysius och familjen långhorningar. Inga underarter finns listade i Catalogue of Life.